# Paul Tabinas
Paul Bismarck Tabinas (* 5. Juli 2002 in Shinjuku, Präfektur Tokio, Japan) ist ein philippinischer Fußballspieler.

## Karriere

### Verein
Paul Tabinas erlernte das Fußballspielen in den Jugendmannschaften vom FC Waseda und dem FC Toripletta sowie in der Schulmannschaft der Aomori Yamada High School. Seinen ersten Vertrag unterschrieb er am 1. Februar 2021 bei Iwate Grulla Morioka. Der Verein aus Morioka, einer Stadt in der Präfektur Iwate, spielte in der dritten japanischen Liga, der J3 League. Sein Profidebüt gab Tabinas am 28. März 2021 (3. Spieltag) im Heimspiel gegen AC Nagano Parceiro. Hier wurde er in der 84. Minute für Tōi Kagami eingewechselt. Ende der Saison 2021 feierte er mit Iwate die Vizemeisterschaft und den Aufstieg in die zweite Liga. Am Ende der Saison 2022 musste er mit dem Verein als Tabellenletzter in die dritte Ligha absteigen. Für Iwate absolvierte er 41 Ligapartien. Seit dem 22. Februar 2023 spielt er nun für den kroatischen Zweitligisten HNK Vukovar 1991.

### Nationalmannschaft
Am 14. Dezember 2022 absolvierte Tabinas eine Testspiel für die philippinische A-Nationalmannschaft gegen Vietnam (0:1), als er in der 65. Minute für Yrick Gallantes eingewechselt wurde.

## Erfolge
Iwate Grulla Morioka
- J3 League: 2021 (Vizemeister)  ▲

## Sonstiges
Er ist der Sohn eines ghanaischen Vaters und einer philippinischen Mutter. Sein älterer Bruder Jefferson (* 1998) ist ebenfalls Fußballer und aktuell für den thailändischen Erstligisten Buriram United aktiv.